# Döbris
Döbris este o zonă a orașului Zeitz din landul Saxonia-Anhalt, Germania. Până în anul 2009 a avut statutul de comună.